# Carlos Antônio Levi da Conceição
Carlos Antônio Levi da Conceição é um engenheiro, professor e o ex-reitor da Universidade Federal do Rio de Janeiro (UFRJ).

## Vida acadêmica
Levi é graduado em Engenharia Naval pela UFRJ em 1974, mestre em Engenharia Oceânica pela UFRJ em 1975, mestre em Arquitetura Naval pela Universidade de Londres em 1978 e doutor em Arquitetura Naval também pela Universidade de Londres em 1981. É professor titular da Escola Politécnica (Poli) e do Instituto Alberto Luiz Coimbra de Pós-Graduação e Pesquisa em Engenharia (COPPE), sendo coordenador do Laboratório de Tecnologia Oceânica desta última.

## Acusações de corrupção
Em 27 de fevereiro de 2019, foi condenado por crime de peculato, à pena de quatro anos e nove meses de reclusão, em regime semi-aberto, por sentença da Juíza Federal Caroline Vieira Figueiredo, substituta na 7ª Vara Federal Criminal da Seção Judiciária do Rio de Janeiro, no processo nº. 0812926-30.2008.4.02.5101, por ter autorizado repasses para a Fundação Universitária José Bonifácio, que cuida das finanças da UFRJ, em R$ 2,1 milhões, em ressarcimento às suas despesas operacionais, como determina a legislação pertinente. 
Além de Carlos Levi, na mesma decisão foram condenados outros membros da administração da UFRJ, também por peculato e pelo pagamento de duas notas fiscais frias de R$ 10 mil e R$ 54 mil em contratos fictícios, viagens e despesas particulares. João Eduardo do Nascimento Fonseca foi condenado a nove anos e cinco meses de reclusão; Luiz Martins de Melo a cinco anos de reclusão; Raymundo Theodoro Carvalho de Oliveira, foi condenado a sete anos e um mês de reclusão; e Geraldo Luiz dos Reis Nunes, condenado a 7 anos e dois meses de reclusão
O processo ainda segue em tramitação no Tribunal Regional Federal da Segunda Região 